# Michael Bowen
Michael Bowen (Gladewater, 21 giugno 1953) è un attore statunitense.

## Biografia
Figlio di Michael Bowen Sr. e Sonia Sorel, è comunque da considerarsi un membro della famiglia Carradine, infatti Sonia Sorel è stata sposata dal 1945 al 1956 con John Carradine dal quale ha avuto due figli: Keith (nato nel 1949) e Robert (nato nel 1954), i quali sono pertanto suoi fratelli, rispettivamente maggiore e minore.
Nel 2006-2007 partecipa alla terza stagione di Lost in cui interpreta il ruolo di Danny Pickett.
Appare nella quinta stagione di Breaking Bad nel ruolo di Jack, capo di una banda di sicari neonazisti.
È sposato ed ha quattro figli.

## Filmografia

### Cinema
- La notte della cometa (Night of the Comet), regia di Thom Eberhardt (1984)
- Al di là di tutti i limiti (Less than Zero), regia di Marek Kanievska (1987)
- Il padrino - Parte III (The Godfather: Part III), regia di Francis Ford Coppola (1990)
- Beverly Hills Cop III - Un piedipiatti a Beverly Hills III (Beverly Hills Cop III), regia di John Landis (1994)
- Una ragazza sfrenata, regia di Marco Brambilla (1997)
- Jackie Brown, regia di Quentin Tarantino (1997)
- Letters from a Killer, regia di David Carson (1998)
- Magnolia, regia di Paul Thomas Anderson (1999)
- Kill Bill: Volume 1 (Kill Bill: Vol. 1), regia di Quentin Tarantino (2003)
- A testa alta (Walking Tall), regia di Kevin Bray (2004)
- Kill Bill: Volume 2, regia di Quentin Tarantino (2004)
- After the Sunset, regia di Brett Ratner (2004)
- L'ultima casa a sinistra (The Last House on the Left), regia di Dennis Iliadis (2009)
- Cabin Fever 2 - Il contagio (Cabin Fever 2: Spring Fever), regia di Ti West (2009)
- Django Unchained, regia di Quentin Tarantino (2012)

### Televisione
- CHiPs - serie TV, episodio 5x20 (1982)
- California (Knots Landing) - serie TV, 1 episodio (1982)
- Autostop per il cielo (Highway to Heaven) - serie TV, episodio 1x14 (1985)
- Matlock - serie TV, 2 episodi (1992)
- E.R. - Medici in prima linea (ER) - serie TV, 1 episodio (1994)
- NYPD - New York Police Department (NYPD Blue) - serie TV, 1 episodio (1996)
- Pacific Blue - serie TV, 1 episodio (1996)
- JAG - Avvocati in divisa (JAG) - serie TV, 1 episodio (1997)
- Nash Bridges - serie TV, 1 episodio (1997)
- X-Files (The X-Files) - serie TV, episodio 8x08 (2001)
- The Guardian - serie TV, 1 episodio (2002)
- The Division - serie TV, 1 episodio (2002)
- CSI - Scena del crimine (CSI) - serie TV, 2 episodi (2003-2010)
- Dr. Vegas - serie TV, 1 episodio (2004)
- The Inside - serie TV, 1 episodio (2005)
- Bones - serie TV, 1 episodio (2006)
- Lost - serie TV, 7 episodi (2006-2007)
- Dark Blue - serie TV, 1 episodio (2009)
- Criminal Minds - serie TV, 1 episodio (2009)
- Scoundrels - serie TV, 5 episodi (2010)
- Breaking Bad - serie TV, 7 episodi (2012-2013)
- Revolution - serie TV, 1 episodio (2012)
- Aiutami Hope! (Raising Hope) - serie TV, 1 episodio (2014)
- Castle - serie TV, episodio 8x15 (2016)

## Doppiatori italiani
Nelle versioni in italiano delle opere in cui ha recitato, Michael Bowen è stato doppiato da:
- Angelo Nicotra in Una ragazza sfrenata, Gotham
- Gerolamo Alchieri in CSI - Scena del crimine (ep. 11x06), Castle
- Mario Bombardieri in Beverly Hills Cop III - Un piedipiatti a Beverly Hills III
- Massimo Rossi in Jackie Brown
- Christian Iansante in Letters from a Killer
- Andrea Ward in Magnolia
- Edoardo Siravo in X-Files
- Franco Mannella in Kill Bill: Volume 1
- Sandro Sardone in A testa alta
- Pietro Ubaldi in Lost
- Vladimiro Conti in Bobby Z - Il signore della droga
- Teo Bellia in Cabin Fever 2 - Il contagio
- Saverio Indrio in Criminal Minds
- Antonio Palumbo in Breaking Bad
- Gianni Giuliano in La verità non può aspettare
- Roberto Draghetti in Animal Kingdom (st. 1)
- Gabriele Martini in Animal Kingdom (ep. 6x05)
- Pierluigi Astore in Grey's Anatomy
- Bruno Alessandro in 9-1-1